# Susanne Czepl
Susanne Czepl (* 29. Mai 1959 in Salzburg) ist eine österreichische Schauspielerin und Kabarettistin.

## Leben

### Ausbildung und Theater
Susanne Czepl, als Susanne Viktoria Czepl geboren, absolvierte bis 1981 ihre Schauspielausbildung am Mozarteum Salzburg.
Sie hatte Theaterengagements u. a. am Theater der Courage in Wien (1981), an der Schauburg München (1982–1984), am Stadttheater Basel (1984; als Rosetta in Leonce und Lena), am Schauspielhaus Bonn (1985), am Schauspielhaus Zürich (1988; u. a. in Der Bockerer), am Staatstheater am Gärtnerplatz (Spielzeit 1988/89; in der Operette Im weißen Rößl, Regie: Werner Schneyder), am Künstlerhaus Wien (1990) und am Theater rechts der Isar (1999).
Sie gastierte auch bei den Luisenburg-Festspielen in Wunsiedel (1987; in Ein Sommernachtstraum) und bei den Freilichtspielen Schwäbisch Hall (1997; in der Operette Im weißen Rößl).

### Fernsehen
1988/89 war sie Sketchpartnerin von Rudi Carrell in der letzten Staffel von Rudis Tagesshow, ebenso in der Samstagabend-Liveshow Die verflixte 7. Gastauftritte hatte sie 1994/1995 in der satirischen Fernsehshow Wie bitte?!.
Seit 1992 arbeitet Czepl als Schauspielerin hauptsächlich für das Fernsehen. Sie spielte in zahlreichen Fernsehserien des ZDF und des ORF mit und hatte häufig Auftritte in TV-Produktionen mit süddeutschem, oberbayerischem oder österreichischem Hintergrund.
Erste durchgehende Serienrollen spielte sie in Die Stadtklinik (1993) und in Katrin ist die Beste (1997), wo sie die neue Freundin des Ex-Ehemanns der Titelfigur spielte. In der ZDF-Serie Tierarzt Dr. Engel übernahm sie von 1998 bis 2002 die Rolle der von ihrem Ehemann, dem Tierarzt Dr. Quirin Engel, getrennt lebenden Ehefrau Angelika Engel. In der Fernsehserie Mein Leben & Ich (2001–2005) hatte sie als Klassenlehrerin Frau Ehlert ebenfalls eine wiederkehrende Serienrolle. In der Telenovela Lotta in Love (2006) war sie die Waschereibesitzerin Simone Wiesner, die Mutter der Titelfigur Lotta. Außerdem hatte sie mehrfach Episodenrollen in den Fernsehserien Der Bulle von Tölz und seit 2007 immer wieder in Die Rosenheim-Cops. In der ZDF-Fernsehserie Der Bergdoktor (2014) war sie als Inhaberin eines Lebensmittelgeschäfts und als Mutter der jungen Angelika Kirchner zu sehen. In der ZDF-Krimiserie Die Garmisch-Cops (2014) hatte sie eine Episodenhauptrolle als tatverdächtige Witwe des Inhabers einer Holzschnitzerei. In der ZDF-Krimiserie Der Alte (2015) übernahm sie eine Episodenhauptrolle als unter Verdacht stehende Ex-Frau eines Münchner Gastronomen.
Czepl wirkte auch in einigen Fernsehfilmen mit. In dem Rosamunde-Pilcher-Film Melodie der Herzen (1998) war sie in einer Nebenrolle als Ex-Frau des attraktiven jungen George Royston (Björn Kegel-Casapietra) zu sehen. In Der Pakt – Wenn Kinder töten (1996, Regie: Miguel Alexandre) verkörperte sie eine gewalttätige Mutter. In dem deutsch-österreichischen Fernsehfilm Die Toten von Salzburg (2016), der im März 2016 in Österreich und im September 2016 in Deutschland erstausgestrahlt wurde, spielte sie die Nebenrolle der Landtagspräsidentin Zirner, die sie auch in den weiteren Filmen der TV-Reihe übernahm.

### Kabarett und Programme
Czepl ist künstlerisch auch als Kabarettistin aktiv. 1992 trat sie bei der Münchner Lach- und Schießgesellschaft in über 200 Vorstellungen des Kabarettprogramms Heim ins Reich auf. An der Schauburg München schrieb sie mit verschiedenen Kollegen mehrere Stücke, u. a. Echt ätzend. Das Stück wurde mit dem AZ-Stern der Woche ausgezeichnet.
Seit 2008 tritt Czepl gemeinsam mit dem Musiker Christoph Lindenbauer mit dem Projekt Geile Gedichte auf, bei dem sie erotische Poesie u. a. von Johann Wolfgang von Goethe, Heinrich Heine, Frank Wedekind, Joachim Ringelnatz und Erich Kästner vorträgt. 2014 trat sie zum 100. Geburtstag Georg Trakls in Salzburg mit dem Monolog „mutter.Trakl“ des Salzburger Autors Walter Müller auf.

### Privates
Czepl ist mit dem österreichischen Wirtschaftsmanager und Industriellen Rudolf Zrost verheiratet; Rudolf Zrost brachte zwei Söhne mit in die Ehe. Czepl lebt abwechselnd in München und Salzburg. Seit 2010 züchtet sie außerdem Labrador-Arbeitslinien.

## Hörspiele (Auswahl)
- 1992: Arthur Schnitzler: Zwischenspiel – Regie: Klaus Gmeiner

## Filmografie (Auswahl)
- 1983: Karambolage
- 1987: Der elegante Hund (Fernsehserie)
- 1991: Zwischen Pankow und Zehlendorf
- 1992: Wir Enkelkinder (Kinofilm)
- 1993: Ein unvergeßliches Wochenende...in Salzburg
- 1994: Die Stadtklinik (Fernsehserie)
- 1995: Die Kommissarin (Folge: Hinter Gittern)
- 1995: Aus heiterem Himmel (Folge: Zehn kleine Negerlein)
- 1995; 1996: Ein Fall für zwei (2 Folgen)
- 1995; 1996: Kommissar Rex (2 Folgen)
- 1996: Adelheid und ihre Mörder (Folge: Zwei links, zwei rechts)
- 1996: Der Pakt – Wenn Kinder töten (Kinofilm)
- 1997: Großstadtrevier (Folge: Durchgeknallt)
- 1997: Frauenarzt Dr. Markus Merthin (Folge: Was gestern war)
- 1997: Katrin ist die Beste (Fernsehserie)
- 1998: Rosamunde Pilcher – Melodie der Herzen
- 1998: Das Amt (Folge: Der Wahltag)
- 1998–2002: Tierarzt Dr. Engel (Fernsehserie)
- 2000: Der Bulle von Tölz: Mord im Chor
- 2001: SOKO Kitzbühel (Folge: Ein Bombenanschlag)
- 2001–2005: Mein Leben & Ich (Fernsehserie)
- 2002: Bibi Blocksberg (Kinofilm)
- 2002: Der Bulle von Tölz: Tod nach der Disco
- 2003: Kalle kocht (Fernsehserie)
- 2003: Für alle Fälle Stefanie (Folge: Verabredung zum Leben)
- 2005: Schulmädchen (Fernsehserie)
- 2005: Der Bergdoktor (Folge: Gefährlicher Ehrgeiz)
- 2006: Die Familienanwältin (Folge: Die Überlebende)
- 2006: Lotta in Love (Telenovela)
- 2007: Die Rosenheim-Cops (Folge: Die tote Geliebte)
- 2008: Ihr Auftrag, Pater Castell (Folge: Die letzte Heide)
- 2010: Oben ohne (Folge: Vorstadt Blues)
- 2012: Die Rosenheim-Cops (Folge: Tod auf Waikiki)
- 2014: Der Bergdoktor (Folge: Außenseiter)
- 2014: Die Garmisch-Cops (Folge: Der Chef ist tot)
- 2015: Der Alte (Folge: Die Gunst der Stunde)
- 2016: Lena Lorenz – Entscheidung fürs Leben (Fernsehreihe)
- 2016: Die Rosenheim-Cops (Folge: Tod im Schokoladenladen)
- 2016: Die Toten von Salzburg (Fernsehreihe)
- 2018: Die Toten von Salzburg – Zeugenmord (Fernsehreihe)
- 2019: Die Toten von Salzburg – Mordwasser (Fernsehreihe)
- 2020: Die Rosenheim-Cops (Folge: Bestohlene Diebe)
- 2021: Die Toten von Salzburg – Treibgut (Fernsehreihe)
- 2021: Die Toten von Salzburg – Vergeltung (Fernsehreihe)
- 2024: Die Toten von Salzburg – Süßes Gift (Fernsehreihe)
- 2024: Die Rosenheim-Cops (Folge: Ein riesiges Problem)
- 2025: Die Toten von Salzburg – Mord in bester Lage (Fernsehreihe)